# Regatul Umbrelor (serial)
Shadow and Bone este un serial american de fantezie. A avut premiera pe Netflix pe 23 aprilie 2021.  Se bazează pe trilogia Grisha și duologia Banda celor Șase Ciori  de Leigh Bardugo .

## Premisă
Ravka, un regat de fantezie bazat pe Imperiul Țarist Rus, se află într-o lume devastată de război, afectată de Falia Umbrei, o porțiune de întuneric permanent care separă Estul de Vestul Ravka, care este locuit de creaturi înaripate carnivore cunoscute sub numele de Volcra. Cartografa orfană Alina Starkov descoperă că este o Grisha (deține puterea de a manipula materia) care posedă puterea de a crea lumină, care ar putea fi cheia pentru a-și elibera țara de falia. Alina se alătură unei armate de elită Grisha, care slujește sub generalul Kirigan, așa zis și Întunecatul, care are puterea de a manipula umbrele.
În timp ce se străduiește să-și perfecționeze puterea, Alina descoperă că poate fi foarte greu să deosebești aliații de dușmanii și că nimic din această lume fastuoasă nu este ceea ce pare. Există forțe periculoase în joc, inclusiv un echipaj de criminali carismatici și va fi nevoie de mai mult decât magie pentru a supraviețui.

## Distribuție și personaje

### Personaje principale
- Jessie Mei Li în rolul Alinei Starkov, fostă cartografă orfană a Corpului Regal al Topografilor din Armata Întâi și a invocatoarei de lumină
  - Kaylan Teague în rolul tinerei Alina
- Archie Renaux în rolul lui Malyen "Mal" Oretsev, un urmaritor orfan din prima armată și cel mai bun prieten al copilăriei Alinei
  - Cody Molko în rolul tânărului Mal
- Freddy Carter în rolul lui Kaz Brekker, liderul Crows, cunoscut sub numele de Dirtyhands
- Amita Suman în rolul Inej Ghafa, membru al Corbilor, cunoscută sub numele de Wraith
- Kit Young în rolul lui Jesper Fahey, membru al Corbilor, un priceput trăgător
- Ben Barnes în rolul generalului Kirigan / Aleksander / Întunecatul, general al Armatei a Doua și al invocatorului de umbre
- Zoë Wanamaker în rolul lui Baghra, mentorul al Alinei

### Recurent
- Sujaya Dasgupta în rolul lui Zoya Nazyalensky, un Squaller
- Simon Sears în rolul lui Ivan, un Heartrender
- Howard Charles în rolul lui Arken, dirijorul
- Julian Kostov în rolul lui Fedyor, un Heartrender
- Danielle Galligan în rolul Nina Zenik, un Heartrender
- Calahan Skogman în rolul lui Matthias Helvar, un Fjerdan Drüskelle
- Daisy Head ca Genya Safin, singurul croitor cunoscut
- Kevin Eldon în rolul The Apparat, consilier spiritual al regelui Ravka
- Jasmine Blackborow în rolul Marie, un Inferni
- Gabrielle Brooks în rolul Nadiei, o Squaller
- Luke Pasqualino în rolul lui David Kostyk, un Durast

## Episoade
| Nr. | Titlu                               | Regizat de         | Scenarist                        | Data lansării   |
| --- | ----------------------------------- | ------------------ | -------------------------------- | --------------- |
| 1 | „O explozie orbitoare de lumină”    | Lee Toland Krieger | Eric Heisserer                   | 23 aprilie 2021 |
| Nedorind să fie despărțită de Mal, Alina face un plan să i se alăture într-o expediție periculoasă prin Falie. Kaz urmărește un indiciu despre o misiune profitabilă.    |                                     |                    |                                  |                 |
| 2 | „Fiecare e monstrul cuiva”          | Lee Toland Krieger | Eric Heisserer                   | 23 aprilie 2021 |
| Acțiunile Alinei împotriva volcrelor o aduc în atenția Generalului Kirigan. Kaz dă de necaz încercând să treacă prin Falie în siguranță.                                 |                                     |                    |                                  |                 |
| 3 | „Plăsmuirea în inima lumii”         | Dan Liu            | Daegan Fryklind                  | 23 aprilie 2021 |
| Cuibărită în lux printre Grisha, Alina își începe antrenamentul. Ciorile Kaz, Inej și Jesper se pregătesc pentru o călătorie riscantă.                                   |                                     |                    |                                  |                 |
| 4 | „Otkazat'sya”                       | Dan Liu            | Vanya Asher                      | 23 aprilie 2021 |
| Kirigan îi împărtășește Alinei secrete, Mal se oferă pentru o misiune periculoasă de urmărire, iar Ciorile planifică un jaf pentru a pătrunde în Micul Palat.            |                                     |                    |                                  |                 |
| 5 | „Arată-mi cine ești”                | Mairzee Almas      | M. Scott Veach & Nick Culbertson | 23 aprilie 2021 |
| Legătura Alinei cu Kirigan se strânge, iar oaspeții regali se adună pentru marea dezvăluire. Mal are vești despre Cerb. Planul lui Kaz depinde de o ușă secretă.         |                                     |                    |                                  |                 |
| 6 | „Inima este o săgeată”              | Mairzee Almas      | Shelley Meals                    | 23 aprilie 2021 |
| Furios din cauza Invocatoarei Soarelui, Kirigan caută informații. Alina primește o mână de ajutor la nevoie. Ninei începe să-i placă de un vânător Grisha.               |                                     |                    |                                  |                 |
| 7 | „Nemarea”                           | Jeremy Webb        | Christina Strain                 | 23 aprilie 2021 |
| Soarta Cerbului o lasă pe Alina într-o poziție imposibilă față de Kirigan, a cărui legătură cu Falia, dar și cu puterea din spatele acesteia, începe să devină evidentă. |                                     |                    |                                  |                 |
| 8 | „Fără bocitoare, fără înmormântări” | Jeremy Webb        | Eric Heisserer & Daegan Fryklind | 23 aprilie 2021 |
| În profunzimea Faliei, Kirigan demonstrează cât de mari sunt puterile Alinei, în timp ce Ciorile dau de un pasager clandestin implicat în ceva pe viață și pe moarte.    |                                     |                    |                                  |                 |

## Producție

### Dezvoltare
În ianuarie 2019, s-a anunțat că Netflix a dat spre producției serialul pentru un prim sezon de opt episoade, cu Eric Heisserer în rolul de creator, scenarist și producător executiv. Proiectul face parte din acordul de la Netflix în colaborare cu 21 Laps Entertainment, producător executiv fiind Shawn Levy. De asemenea, producătorii executivi sunt însăși Leigh Bardugo, precum și Pouya Shahbazian, Dan Levine, Dan Cohen și Josh Barry.  Autorul Leigh Bardugo și creatorul serialului, Eric Heisserer, au discutat despre așteptările lor în ceea ce constă sezonul 2 al serialului. 

### Distribuție
Distribuția a început în aprilie 2019 cu anunțuri pentru rolul Alinei Starkov.  Pe 2 octombrie 2019, s-a anunțat că Lee Toland Krieger va regiza episodul pilot cu Jessie Mei Li, Ben Barnes, Freddy Carter, Archie Renaux, Amita Suman și Kit Young în rolurile principale.  Sujaya Dasgupta, Danielle Galligan, Daisy Head și Simon Sears vor participa de asemenea.  Cea de-a doua rundă de casting a fost anunțată pe 18 decembrie 2019, cu Calahan Skogman, Zoë Wanamaker, Kevin Eldon, Julian Kostov, Luke Pasqualino, Jasmine Blackborow și Gabrielle Brooks în distribuția recurentă.  Personajele principale din carte, Nikolai Lantsov și Wylan Van Eck nu au apărut în primul sezon. 

### Filmare
Fotografia principală pentru primul sezon a fost realizată în jurul Budapestei și în Keszthely ( Palatul Festetics ) Ungaria în octombrie 2019 și finalizată la sfârșitul lunii februarie 2020, urmând post-producția.    Fotografii suplimentare au avut loc la Vancouver . Bardugo a anunțat prin Twitter în iunie 2020 că lucrul de la distanță din cauza COVID-19 a încetinit post-producția, făcând data lansării stabilită anterior să nu fie atăt de sigură.

### Muzică
Joseph Trapanese este compozitorul pentru serial.  Heisserer și Bardugo au apărut pe un panou la New York Comic Con în octombrie 2020  timp în care au cântat o parte din partitură.  Producătorul executiv Josh Barry a spus pe 16 decembrie 2020 că mixajul final a fost finalizat. 
Trapanese a realizat partitura pe parcursul a 11 luni.  Într-un interviu cu AwardsDaily, el a explicat cum a asamblat compozițiile în timpul carantinei totale, pe lângă dirijarea unei orchestre pe Zoom și încorporarea înregistrărilor solo.  Muzica rusă și slavă a constituit baza inspirației partiturii, Bardugo numindu-l pe Serghei Prokofiev și cântecele populare ca exemple specifice.  În plus, au fost folosite elemente din alte tradiții muzicale, cum ar fi gamelanul . 

### Limbaj
David J. Peterson și Christian Thalmann au realizat limbajele fictive din universul Grisha. 

## Apariție
Bardugo a răspuns într-un interviu din noiembrie 2019 cu SensaCine că serialul era așteptat să se lanseze la sfârșitul anului 2020.  Serialul a fost lansat pe 23 aprilie 2021 pe Netflix.  Pe 24 aprilie 2021, Netflix a lansat un aftershow pentru serial din, intitulat Shadow and Bone - The Afterparty. 

### Marketing
Netflix a lansat un teaser în decembrie 2020, urmat de imagini promoționale prin Entertainment Weekly, precum și postere cu personaje principale în ianuarie 2021.   Bardugo, Heisserer și cei șase membri principali ai distribuției au apărut pe un panou la IGN Fan Fest în februarie 2021, în timpul căruia a fost lansat un trailer, pe lângă alte fotografii. Netflix a postat, de asemenea, un afiș cu Falia Umbrei în ziua precedentă.   Trailerul oficial a fost lansat pe 30 martie 2021 de Netflix, după ce a fost dezvăluit anterior. 

## Recepție
Shadow and Bone a primit recenzii pozitive de la critici. Rotten Tomatoes a raportat un rating de aprobare de 85% pe baza a 52 de recenzii, cu un rating mediu de 7,14 din 10. Consensul criticilor site-ului web spune: „ Shadow and Bone este cu siguranță la fel de meticulos ca materialul său sursă, dar prin împăturirea în povești neașteptate extinde domeniul de aplicare al romanului pentru a crea o nouă aventură interesantă atât pentru fani, cât și pentru noii veniți deopotrivă”.  Metacritic a dat serialului un scor mediu ponderat de 70 din 100 bazat pe 17 recenzii, indicând „recenzii în general favorabile”. 
Criticii au îndreptat laudele către modul în care actorii au jucat personajele, construirea lumii și efectele vizuale, spunând în același timp că ar satisface fanii cărților și spectatorii nou-veniți. Cu toate acestea, unele critici au fost îndreptate spre expunere și elemente „prea confuze”.  Nicole Clark de la IGN a scris că „primul sezon reușește să surprindă o mare parte din magia întunecată ... fără să se teamă să facă schimbări inteligente la poveștile originii anumitor personaje și chiar la succesiunea evenimentelor - chiar dacă poveștile din cele două serii de cărțile nu sunt întotdeauna ușor plasate ".  Molly Freeman a lăudat-o ca pe o „dramă fantezistă palpitantă”. 

## Linkuri externe
- Regatul Umbrelor la Netflix
- Regatul Umbrelor la Internet Movie Database

1. 1 2  Del Rosario, Alexandra (27 ianuarie 2021). „'Shadow And Bone': Netflix Sets Official Premiere Date, Unveils First-Look Images”. Deadline Hollywood. Accesat în 27 ianuarie 2021.
2. ↑  src="https://secure.gravatar.com/avatar/f43dcd89405b5b5f736a57c422599b18?s=36, <img alt='Avatar of Carl' ;='' #038;d='mm;' says,='' #038;r='g"' class='avatar avatar-36 photo' height='36' width='36' /> Carl (26 februarie 2021), SHADOW AND BONE: Everything you NEED to Know About Netflix's New Show (în engleză), El-Shai
3. ↑  Andreeva, Nellie; Petski, Denise (10 ianuarie 2019). „Netflix Orders Shadow And Bone Series Based On Leigh Bardugo's Grishaverse Novels From Eric Heisserer & Shawn Levy”. Deadline. Accesat în 15 ianuarie 2019.
4. ↑  „Shadow and Bone Season 2 Renewed on Netflix? and Other Details”. Daily Research Plot (în engleză). Arhivat din original la 29 aprilie 2021. Accesat în 26 aprilie 2021.
5. ↑  „Pre-Production on SHADOW AND BONE Series Begins Casting Calls”. The Fandom. 16 aprilie 2019. Arhivat din original la 16 octombrie 2020. Accesat în 24 august 2020.
6. ↑  Jones, Marcus (2 octombrie 2019). „Netflix announces Shadow and Bone cast and fans are excited to see Ben Barnes as the Darkling”. Entertainment Weekly. Arhivat din original la 20 martie 2023. Accesat în 2 octombrie 2019.
7. ↑  Harris, Latesha (2 octombrie 2019). „TV News Roundup: Netflix Reveals Cast of New Series Shadow and Bone”. Variety. Accesat în 2 octombrie 2019.
8. ↑  Petski, Denise (18 decembrie 2019). „'Shadow And Bone': Netflix Series Adds Seven To Cast”. Deadline. Accesat în 18 decembrie 2019.
9. ↑  Dempsey, Mary (23 decembrie 2019). „'Shadow and Bone' series reveals additional cast”. BookStacked. Accesat în 19 februarie 2020.
10. ↑  Daniels, Nia (12 iulie 2019). „Shadow and Bone to film in Budapest for Netflix”. KFTV. Accesat în 2 octombrie 2019.
11. ↑  „Netflix's Shadow and Bone Sets Cast as Production begins in Budapest”. Broadway World. 2 octombrie 2019. Accesat în 2 octombrie 2019.
12. ↑  Freeman, Molly (18 februarie 2020). „Netflix's Shadow & Bone Video Introduces Main Cast As Filming Wraps”. ScreenRant. Accesat în 18 februarie 2020.
13. ↑  Chitwood, Adam (11 iunie 2020). „Netflix's Shadow and Bone Series Lands Composer Joseph Trapanese”. Collider. Accesat în 12 iunie 2020.
14. ↑  Polo, Susana (17 septembrie 2020). „New York Comic Con 2020 unveils more panels from its all-digital con”. Polygon. Accesat în 18 septembrie 2020.
15. ↑  Templeton, Molly (10 octombrie 2020). „Leigh Bardugo and Eric Heisserer Talk Shadow and Bone”. Tor. Accesat în 11 octombrie 2020.
16. ↑  Burlingame, Jon (22 aprilie 2021). „How 'Shadow and Bone' Composer Joseph Trapanese Created Fantastical Music for Netflix's Take on the Grishaverse”. Variety. Accesat în 22 aprilie 2021.
17. ↑  Moye, Clarence (22 aprilie 2021). „Composer Joseph Trapanese Draws from Russian, Slavic Influences for Netflix's 'Shadow and Bone'”. AwardsDaily. Accesat în 22 aprilie 2021.
18. ↑  Lane, Carly (19 aprilie 2021). „Exclusive: Hear Alina's Theme From the 'Shadow and Bone' Soundtrack”. Collider. Accesat în 22 aprilie 2021.
19. ↑  „Leigh Bardugo and Erin Morgenstern Reveal New Details About Shadow and Bone TV Show, The Starless Sea at SDCC Panel”. Tor. 18 iulie 2019. Accesat în 19 februarie 2020.
20. ↑  Guerrero, Custodio (27 noiembrie 2019). „Entrevista a Leigh Bardugo, autora de 'Sombra y Hueso': "La serie se espera que se estrene a finales de 2020"”. SensaCine (în Spanish). Accesat în 9 decembrie 2019.
21. ↑  Anderson, Hayley (28 aprilie 2021). „When is Shadow and Bone: The Afterparty out on Netflix?”. Express.co.uk (în engleză). Accesat în 1 mai 2021.
22. ↑  Wiseman, Andreas (17 decembrie 2020). „'Shadow And Bone' Teaser, Netflix Sets April 2021 Release Date For Fantasy Series From 'Stranger Things' Outfit 21 Laps”. Deadline Hollywood. Accesat în 17 decembrie 2020.
23. ↑  Hibberd, James (27 ianuarie 2021). „Shadow and Bone exclusive: 7 photos from new Netflix fantasy series”. Entertainment Weekly. Accesat în 27 ianuarie 2021.
24. ↑  „IGN Fan Fest 2021: New Virtual Event Lineup Revealed”. IGN. 10 februarie 2021. Accesat în 20 februarie 2021.
25. ↑  Mauch, Ally (26 februarie 2021). „Dramatic First Shadow and Bone Trailer Sheds Light on New Netflix Fantasy Series”. People. Accesat în 26 februarie 2021.
26. ↑  „Shadow and Bone: Season 1 (2021)”. Rotten Tomatoes. Accesat în 26 aprilie 2021.
27. ↑  „Shadow And Bone”. Empire. Accesat în 21 aprilie 2021.
28. ↑  Shadow, and Bone: Season 1 Review - IGN (în engleză), accesat în 21 aprilie 2021
29. ↑  „Shadow & Bone Review: Netflix's Fantasy Show Is A Thrilling Journey”. ScreenRant (în engleză). 21 aprilie 2021. Accesat în 21 aprilie 2021.